# 第112師団 (日本軍)
第112師団（だいひゃくじゅうにしだん）は、大日本帝国陸軍の師団の一つ。

## 沿革
太平洋戦争中期以降、多くの師団が満州から南方に転用されたため、1944年（昭和19年）7月、琿春において第111師団と同様に第9独立守備隊を基幹とし、宮古島に転用された第28師団の残留者が加わり第112師団が編成され第3軍に編入。編成後、満州東部のソ連国境の南端に位置する琿春、間島地区の警備と治安維持に当る。
1945年（昭和20年）8月9日、ソ連軍の侵攻（ソ連対日参戦）を受け、多くの犠牲を出しながら琿春の防衛に当たった。8月17日、第1方面軍の命により停戦し、翌日に中村師団長、安木参謀長が自決した。

## 師団概要

### 歴代師団長
- 中村次喜蔵 中将：1944年（昭和19年）7月14日 - 1945年8月18日

### 参謀長
- 安木亀二 大佐：1944年（昭和19年）7月14日[1] - 1945年8月18日

### 最終司令部構成
- 参謀長：安木亀二大佐
  - 参謀：高杉覚中佐
- 副官：兼子兼治郎中佐

### 最終所属部隊
- 歩兵第246連隊（福岡）：山本稜威大佐
- 歩兵第247連隊（大村）：西崎逸雄大佐
- 歩兵第248連隊（久留米）：広瀬利善大佐
- 野砲兵第112連隊：塚本清太郎少佐
- 第112師団工兵隊：
- 第112師団通信隊：尾形茂人大尉
- 第112師団挺進大隊：佐野隆夫少佐
- 第112師団輜重隊：竹内岱雲少佐
- 第112師団兵器勤務隊：